# 마테이 가베르

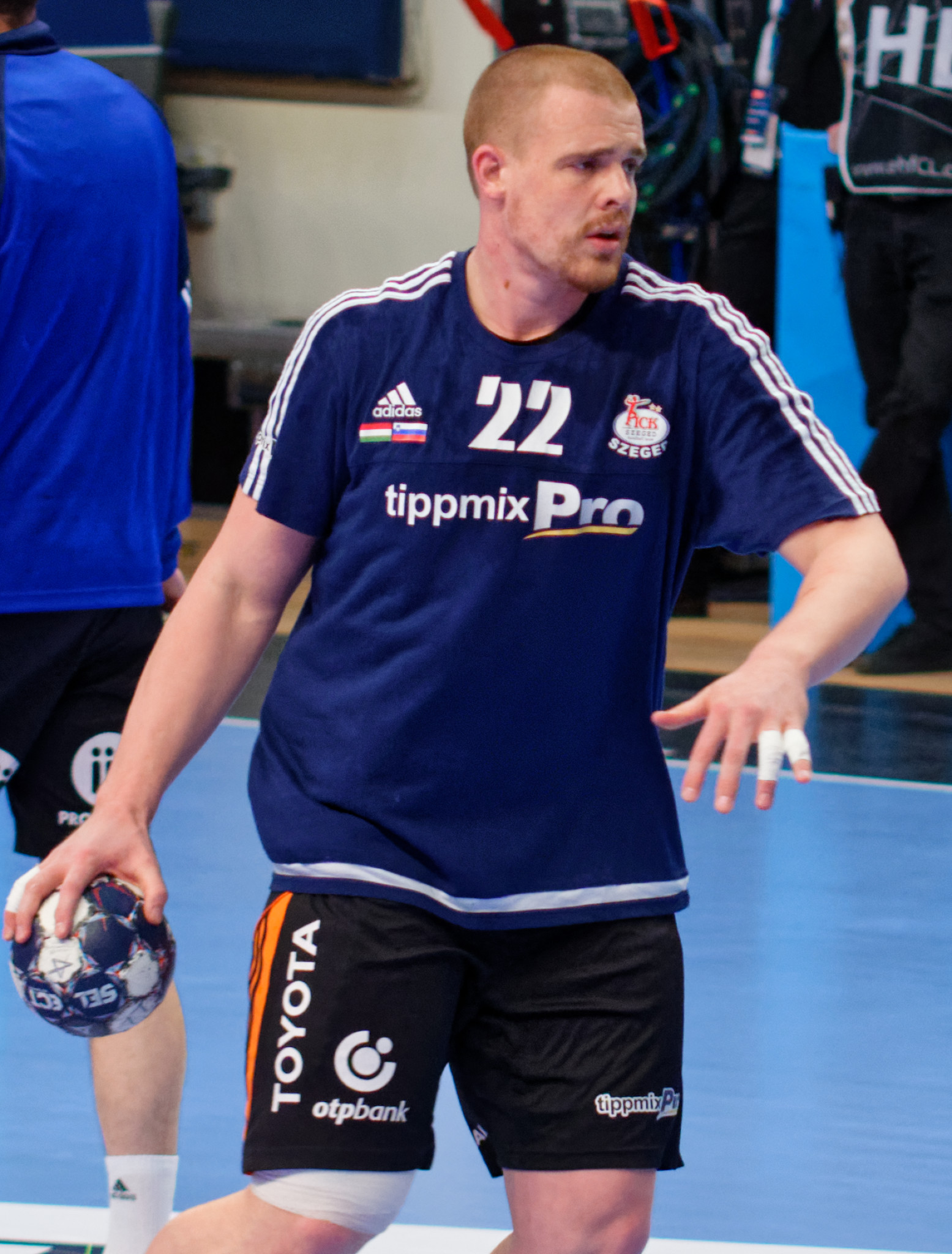
파리 생제르맹과의 경기 당시의 가베르
(2017년 4월 29일)

마테이 가베르(슬로베니아어: Matej Gaber, 1991년 7월 22일~)는 슬로베니아의 핸드볼 선수로 포지션은 피벗이다. 현재 프랑스 LNH 디비시옹1의 HBC 낭트 소속으로 활동하고 있다.